# Mosjö
Mosjö – miejscowość (småort) w Szwecji w gminie Örnsköldsvik w regionie Västernorrland. Około 75 mieszkańców.